# Rino Della Negra
Rino Della Negra, auch Rino Della-Negra, (* 18. August 1923 in Vimy; † 21. Februar 1944 am Mont Valérien) war ein italienisch-französischer Widerstandskämpfer gegen den Nationalsozialismus, Mitglied der französischen Partisanengruppe FTP-MOI und der Gruppe Manouchian.

## Leben
Rino Della Negra wurde 1923 als Sohn des Ziegelmachers Rizieri Della Negra und dessen Ehefrau Anna (geborenen Nannini) in Vimy geboren. Die Eltern waren aus Venetien nach Frankreich emigriert. Im Jahr 1826 zog die Familie von Vimy nach Argenteuil, wo Della Negra aufwuchs und die Schule besuchte. Anschließend arbeitete er ab 1937 als Schlosser und Maschineneinrichter in einer Karosseriefabrik. In seiner Freizeit spielte er schon seit Jugendtagen Fußball und zeigte Talent. Er spielte bald als rechter Flügelstürmer im renommierten Verein Red Star Olympique von Saint-Ouen-sur-Seine.
Früh kam Della Negra mit der Kommunistischen Partei in Kontakt. Viele italienische Arbeiter in Argenteuil standen den Kommunisten und den Gewerkschaften nah, viele waren vor Benito Mussolinis Faschismus in Italien geflohen. Auch Verein und Fans von Red Star standen im Ruf, kommunistischen Idealen nahezustehen. Della Negra trat im Oktober 1942 dem italienischen Kommando der Widerstandsbewegung FTP-MOI bei und bekam den Kampfnamen „Robin“. Da er sich dem Pflichtarbeitsdienst in Deutschland widersetzte, versteckte er sich erst im Haus eines armenischen Freundes und dann in verschiedenen anderen Unterkünften.
In den folgenden Monaten war Della Negra immer wieder an Attentaten und Anschlägen der FTP beteiligt, die von der Gruppe Manouchian verübt wurden. So nahm er am 7. Juni 1943 unter dem Kommando von Missak Manouchian an einem Attentat auf General Von Apt teil. Am 10. Juni war er an einem Angriff auf das Hauptquartier der italienischen faschistischen Partei in der Rue Sédillot beteiligt. Knapp zwei Wochen später am 23. Juni beging die Gruppe einen  Angriff auf die Guynemer-Kaserne in Rueil-Malmaison.
Am 12. November 1943 wollte Rino Della Negra zusammen mit Robert Witchitz einen deutschen Geldtransporter in der Rue de LaFayette überfallen. Fünf weitere Mitglieder der FTP sollten die beiden unterstützen. Doch der Überfall schlug fehl. Der Geldtransport wurde von deutschen Soldaten begleitet. Della Negra und Witchitz eröffneten das Feuer und töten einen der deutschen Soldaten. Als Polizei und Feldgendarmerie eintrafen, kam es zu einer Schießerei. Della Negra konnte verwundet fliehen, wurde jedoch einige Stunden später in der Rue Taitbout entdeckt und verhaftet. Er wurde im Hôpital de la Salpêtrière versorgt und anschließend im Cherche-Midi-Gefängnis inhaftiert.
Rino Della Negra wurde am 17. Februar 1944 mit 24 weiteren FTP-Mitgliedern vor ein deutsches Militärgericht gestellt und zum Tode verurteilt. Am 21. Februar 1944 wurde er mit 21 weiteren Verurteilten am Mont Valérien erschossen. Der Leichnam wurde der Familie übergeben und auf dem Friedhof von Ivry-sur-Seine bestattet.

## Ehrungen
In Argenteuil tragen eine Straße und eine Versammlungsstätte seinen Namen. Eine 1994 eingeweihte Gedenktafel am Kriegerdenkmal in Vimy erinnert an ihn. Anlässlich seines 60. Todestages wurde im Stade Bauer in Saint-Ouen eine Gedenktafel enthüllt. Jedes Jahr im Februar wird Rino Della Negras gedacht, seit 2014 heißt die Osttribune des Stadions „Tribune Rino Della Negra“. Außerdem trägt eine Straße in Saint-Ouen-sur-Seine seinen Namen.